# Semiothisa maculosata
Semiothisa maculosata là một loài bướm đêm trong họ Geometridae.